# Парижанка (фільм, 1923)
«Парижанка» (англ. A Woman of Paris: A Drama of Fate) — американський німий художній фільм 1923 року режисера Чарльза Чапліна.
Психологічна драма «Парижанка» — легендарний німий фільм про вдачі вищого суспільства, в якому Чарльз Чаплін продемонстрував цілий набір нових виразних засобів, абсолютно несподіваних для кіно того часу. Критикам цей фільм Чапліна дуже сподобався, але глядачі, закохані в Маленького Бродягу, віднеслися до нього з прохолодою. Лише після багатьох років стало очевидне, що геній Чапліна поширюється далеко за межі образу Бродяги Чарлі.

## Синопсис
Марі Сен-Клер (Една Первіенс) народилася в бідній сім'ї. Виховуючись в провінції і рахуючи кожну копійку, їй, як і кожній молоденькій француженці, хотілося піднятися на вищу сходинку суспільства і перестати щодня думати про хліб насущний. Від убогості вона біжить до Парижа, де стає власницею столичного багатія. Дуже скоро Марі розуміє, що багатство не може принести дійсного щастя і все золото і життя вищого світу — всього лише красивий фантик, усередині якого порожнеча.

## У ролях
- Една Первіенс — Марі Сен-Клер
- Кларенс Ґелдарт[en] — батько Марі
- Карл Міллер — Жан Мілле
- Лідія Кнотт[en] — мати Жана
- Чарльз К. Френч[en] — батько Жана
- Адольф Менжу — Пьер Ревель
- Бетті Моріссі — Фіфі
- Мальвіна Поло — Полетт
- Генрі Бергман — метрдотель
- Чарлі Чаплін — станційний носильник